# 毛鸃
毛鸃（1436年—？），字廷瑞，北直隸大名府長垣縣人，明朝政治人物。

## 生平
順天鄉試第七十一名舉人，天順八年（1464年）中式甲申科會試第三十七名，三甲第九十七名進士。成化元年（1465年）授新昌縣知縣，八年（1472年）升監察御史，十四年（1478年）巡按四川，十九年（1483年）出為陝西按察司副使、兵備洮岷，二十三年（1487年）升浙江按察使，弘治二年（1489年）改甘肅行太僕寺卿，丁憂，服闋，八年（1495年）起為陝西行太僕寺卿，引疾致仕歸里，起為都察院右副都御史、巡撫延綏，未到任而卒。

## 家族
曾祖毛敬忠；祖父毛弘；父毛信。